# Hostinec Na Marjánce
Hostinec Na Marjánce (U Tellingrů) je bývalý výletní hostinec v Praze 6-Břevnově, který stojí mezi ulicemi Bělohorská a Fastrova. Od roku 1975 je chráněn jako nemovitá kulturní památka České republiky.

## Historie

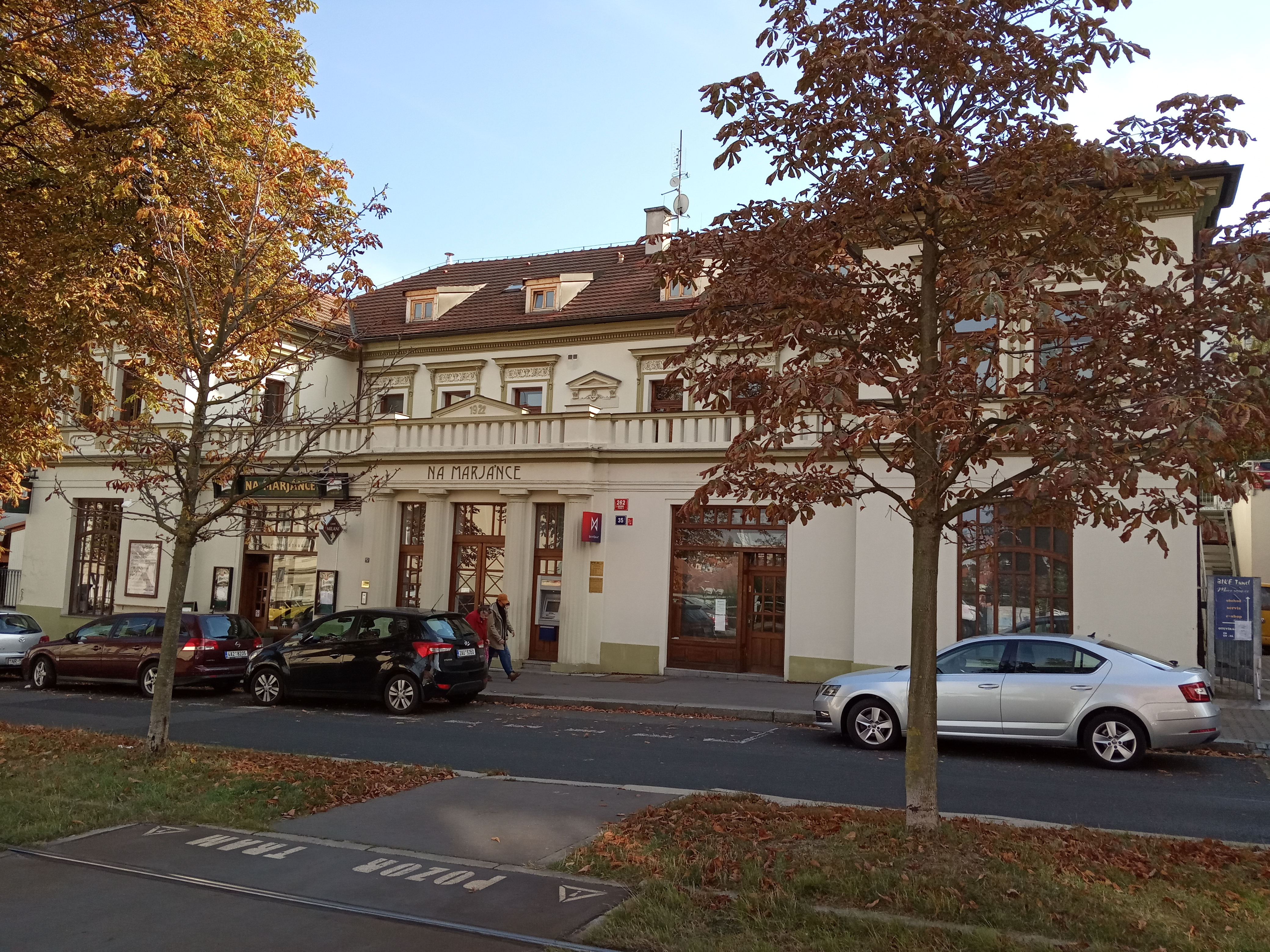
Hostinec Na Marjánce po rekonstrukci, stav v roce 2021

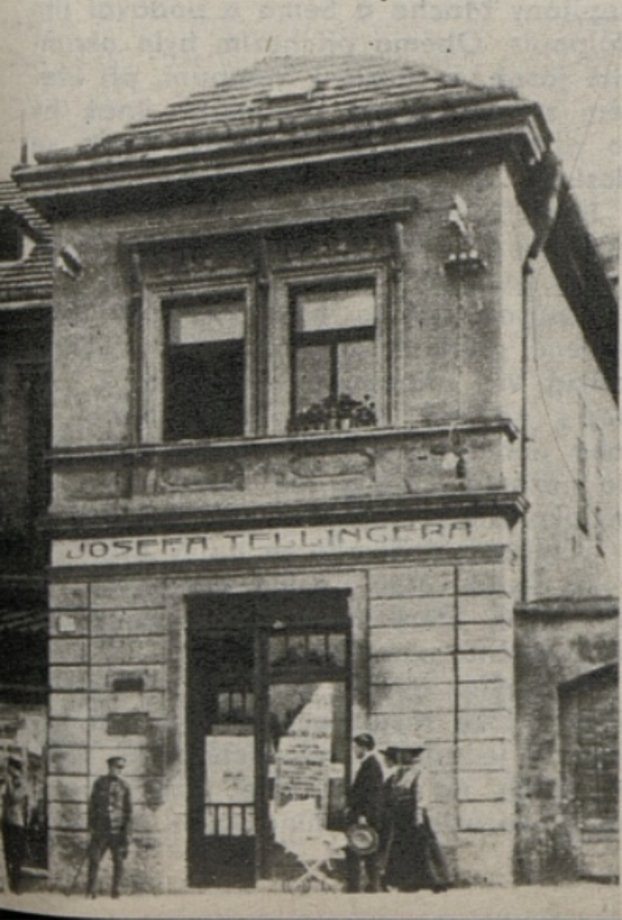
Na Marjánce (částeč. pohled, datum neurčeno, asi 1900)

V místech Marjánky stál původně vrchnostenský grunt benediktinů situovaný při cestě z Prahy směrem na Karlovy Vary. Roku 1808 jej koupili Josef a Anna Bartošovi a na jeho pozemku postavili patrový dům na nepravidelném půdorysu. Po prodeji roku 1822 není historie domu popsána jednoznačně. 
Podle historika a břevnovského faráře Bonifáce Jana Holuba dům asi roku 1823 koupil Jan Černý, který měl za manželku Marii, dceru Josefa Ziegelmeistera, tambora pluku Kalenberg, ovdovělou Zemanovou. Ta zde provozovala první hostinec, nazvaný jejím jménem U Marjánky a zemřela roku 1862. Že je název „na Marjánce“ odvozen od jména hostinské Marie Zemanové tvrdí ve své knize břevnovských příběhů (1920) i František Tatoušek (1863–1927), který se narodil v některé z hospod za Strahovskou branou.
Podle jiné teorie od roku 1857 vlastnili hostinec Prokop a Marie Žemličkovi, kteří jej přestavěli [zdroj?]. 
Další úpravou dům prošel údajně roku 1883, kdy byl jeho vlastníkem hostinský Jan Tellinger (1830-1898) s manželkou Klárou, rozenou Bergmannovou.  kteří k němu dali přistavět taneční sál, později rozšířený. O pět let později přistavěl stavitel Václav Holeček k severní části jednopatrovou stavbu a k jižní části přízemní objekt. 
Po Janově smrti dům s hostincem roku 1898 koupil jeho příbuzný, Adalbert (Vojtěch) Tellinger (̈* 1858) s manželkou Annou a dětmi, kteří měli hostinec v nájmu již od roku 1894.  Roku 1899 byl "J. Tilingr, majitel pověstné dupárny Na Marjance" zvolen do obecního zastupitelstva Velkého Břevnova.
Josef Tellinger se jako hospodský v čp. 262 uvádí ještě k roku 1909, téhož roku byl taneční sál secesně upraven podle návrhu Aloise Dobra. Sál získal stejné rozměry jako sedlová střecha a na severní straně vznikla patrová galerie s pultovou střechou.
Sál hostince v přízemí byl největším shromažďovacím prostorem Břevnova, a proto sloužil k různým společenským akcím. V letech 1892-1927 se zde konaly například  každoroční valné hromady  břevnovské záložny, nazývané zprvu Záložna V Tejnce a po roce 1918 Občanská záložna. Dále sál využívalo ve 20. letech 20. století Dělnické divadlo Břevnov. 
V letech 1939–1945 se zde skladovalo uhlí a roku 1947 byl v přízemí otevřen řeznicko–uzenářský obchod s dílnou. Po deseti letech objekt převzal Elektropodnik, který měl v hostinci skladiště. Od roku 1989 se využití budov postupně měnilo, zprvu sloužily částečně pro administrativu, pro bydlení a pro sklady.

## Architektura
Trojkřídlá budova na půdorysu písmene U má stylové prvky pozdního klasicismu (štít, řazení oken, okenní šambrány, kuželková balustráda). Dispozice odpovídá zájezdnímu hostinci u silnice, je otevřená do Bělohorské ulice. 
Po první adaptaci z roku 2007 bylo patro střední část budovy vybouráno a do východního křídla vsazeny prosklené výkladní stěny. Po druhé rekonstrukci z roku 2021 je  opět v 1. patře galerie s balustrádou, v níž je provozována restaurace a v přízemí se střídají firmy a obchody (nábytek, knihkupectví).

## Ohlas v umění
- Polku "Na Marjánce (tančírna u Prahy)" od skladatele Kovaříka s textem H. Zefiho vydal roku 1900 tiskem Josef  Vavřín.[11]